# Myron T. Herrick
Myron Timothy Herrick (Huntington, Condado de Lorain, Ohio, 9 de outubro de 1854 – Paris, 31 de março de 1929) foi um político republicano estadunidense. Foi o 42º governador do Ohio entre 1904 e 1906. Foi embaixador dos Estados Unidos da América em França, entre 1912 e 1914 e entre 1921 e 1929.
Está sepultado no Lake View Cemetery.